# Westfälischer Archivtag
Der Westfälische Archivtag ist eine jährlich stattfindende Fachkonferenz der Archivare aus Westfalen und Lippe. Die Regionen übergreifende Versammlung dient zum Austausch von Erfahrungen und der Erörterung archivspezifischer Probleme. Zu thematisch festgelegten Vorträgen und Diskussionsforen wird gewöhnlich Anfang März an wechselnde Tagungsorte eingeladen. Organisiert wird der Archivtag vom LWL-Archivamt für Westfalen, einer Einrichtung des Landschaftsverbands Westfalen-Lippe, in Zusammenarbeit mit den ausrichtenden Städten.

## Geschichte
Am 3. Januar 1939 lud der Direktor des Staatsarchivs Münster, Eugen Meyer, zur ersten „Versammlung westfälischer Archivare, Archivverwalter und Archivpfleger“ nach Münster ein. Der Einladung folgten 66 Personen, unter denen sich 10 Archivare befanden. Den Großteil der Versammelten bildeten Verwaltungsfachleute. Am ersten Tag traf man sich im Landeshaus des Landeshauptmanns Kolbow. „Die Geschichte der kommunalen Archivpflege“ war Thema des ersten Hauptreferats, gehalten von Eugen Meyer. Doch auch praxisbezogene Arbeitshilfen wurden im Rahmen der Versammlung besprochen und man versuchte Grundprinzipien zur Feststellung, Sicherung und Ordnung der Archive zu vermitteln. Aus dem Protokoll ist ersichtlich, dass der Referent zwar einem festen Redemanuskript folgte, jedoch auch Fragen und Zusätze aus dem Teilnehmerkreis zuließ und eine offene Diskussion bestärkte. Der zweite Teil des Tages fand im Staatsarchiv statt, wo es neben den Vorträgen von drei Fachreferenten auch eine Führung durch die Räumlichkeiten des Archivs gab.
Kriegsbedingt kam es erst am 2. Oktober 1949 zu einer weiteren Versammlung ähnlicher Art. Diese fand in Lippstadt unter dem Titel „Zusammenkunft westfälischer Archivare, Archivpfleger und Archivverwalter“ im Rahmen des „Tages der westfälischen Geschichte“ statt. Von 68 geladenen Personen erschienen 41 zu der Veranstaltung. Diese dauerte nur knapp 1 ½ Stunden und bestand unter anderem aus einem Bericht über die Organisation und Aufgaben der Archivpflege.
Am 2. Juli 1950 folgte ein weiteres Treffen, erneut im Rahmen des „Tages Westfälischer Geschichte“ in Brilon. Hier ist mit 59 Personen ein Anstieg der Teilnehmerzahl zu verzeichnen. Viele Besucher hatten keine Einladung erhalten und erschienen aus eigenem Antrieb. Geleitet wurde die Zusammenkunft von Prof. J. Bauermann, der Fragen allgemeiner Art besprach und auf jüngst erschienene Hilfsmittel hinwies. Anschließend gab es eine Diskussionsrunde und eine Führung durch das Stadtarchiv Brilon.
In den folgenden Jahren fanden regelmäßig Treffen in wechselnden Städten statt, jedoch immer als Teil des „Tages der westfälischen Geschichte.“ Dies änderte sich nach dem 13. Treffen im Jahr 1959 in Herford. Man löste sich vom „Tag der westfälischen Geschichte“ und führte von nun an eigenständige Veranstaltungen durch. In Arnsberg wurde vom 7. bis 9. April 1960 die „Tagung der westfälischen Archivare, Archivverwalter und Archivpfleger“ abgehalten. Die Organisation lag beim Leiter der Archivberatungsstelle. Das Programm umfasste, wie in der Vergangenheit, mehrere Referate mit Aussprache und wurde um eine ganztägige Studienfahrt ergänzt. Insgesamt waren 85 Teilnehmer zu verzeichnen.
Im Jahre 1970 änderte sich der Name der Veranstaltung. Nun wurde zum ersten Mal zum „Westfälischen Archivtag“ eingeladen. Aufgrund der wachsenden Teilnehmerzahl bei den folgenden Tagungen war eine allgemeine Aussprache bald nicht mehr durchführbar. So kam es 1980 in Hamm zur Bildung der Arbeitskreise, die auch heute noch Bestandteil des Westfälischen Archivtages sind. Auch bei den Themen kann über die Jahre hinweg ein Wandel festgestellt werden. Es fand eine Neuorientierung weg vom rein „Belehrenden“ hin zu Referaten über die Situation der entsprechenden Region oder einzelner Archive, angeregt vom jeweiligen Tagungsort, statt. Dieses Konzept wird bis zu den heutigen Archivtagen angewandt. Zu den jährlichen Treffen kommen inzwischen 250–300 Archivarinnen und Archivare, was den Westfälischen Archivtag zum größten regionalen Archivtag Deutschlands macht.

## Liste der Westfälischen Archivtage
Bis zum Jahr 1987 gab es kein vorher festgelegtes Tagungsthema.
|         | Jahr | Ort                       | Tagungsthema |
| ------- | ---- | ------------------------- | --- |
| 01.     | 1939 | Münster                   | – |
| 02.     | 1949 | Lippstadt                 | – |
| 03.     | 1951 | Höxter                    | – |
| 04.     | 1952 | Iserlohn                  | – |
| 05.     | 1953 | Minden                    | – |
| 06./07. | 1954 | Rheine, Münster           | – |
| 08./09. | 1955 | Hagen                     | – |
| 10.     | 1956 | Hagen                     | – |
| 11.     | 1957 | Soest                     | – |
| 12.     | 1958 | Dortmund                  | – |
| 13.     | 1959 | Herford                   | – |
| 14.     | 1960 | Arnsberg                  | – |
| 15.     | 1961 | Höxter                    | – |
| 16.     | 1962 | Hohenlimburg              | – |
| 17.     | 1963 | Rheine                    | – |
| 18.     | 1964 | Münster                   | – |
| –       | 1965 | –                         | – |
| 19.     | 1966 | Bochum                    | – |
| –       | 1967 | –                         | – |
| 20.     | 1968 | Wiedenbrück               | – |
| 21.     | 1969 | Lüdenscheid               | – |
| 22.     | 1970 | Brilon                    | – |
| 23.     | 1971 | Warendorf                 | – |
| 24.     | 1972 | Werl                      | – |
| 25.     | 1973 | Minden                    | – |
| 26.     | 1974 | Beckum                    | – |
| 27.     | 1975 | Bocholt                   | – |
| 28.     | 1976 | Blomberg                  | – |
| 29.     | 1977 | Münster                   | – |
| 30.     | 1978 | Soest                     | – |
| 31.     | 1979 | Brakel                    | – |
| 32.     | 1980 | Hamm                      | – |
| 33.     | 1981 | Freudenberg               | – |
| 34.     | 1982 | Lemgo                     | – |
| 35.     | 1983 | Arnsberg                  | – |
| 36.     | 1984 | Bochum                    | – |
| 37.     | 1985 | Lippstadt                 | – |
| 38.     | 1986 | Schwelm                   | – |
| 39.     | 1987 | Minden                    | – |
| 40.     | 1988 | Rheine                    | Die wirtschaftlichen Quellen und deren Bedeutung für die Ortsgeschichte/ Erschließung archivischer Sammlungen                                            |
| 41.     | 1989 | Rietberg                  | Adelsarchive in Westfalen. Politiker und Archivbesitzer zur Bedeutung der Pflege privaten Archivgutes                                                    |
| 42.     | 1990 | Attendorn                 | Quellen zur Geschichte von Handel und Gewerbe |
| 43.     | 1991 | Lünen                     | Zeitungen und Ortsgeschichte/Zeitungsbestände in Kommunalarchiven                                                                                        |
| 44.     | 1992 | Meschede                  | Quellen zur Technik und Baugeschichte |
| 45.     | 1993 | Münster                   | Aspekte historischer Bildungsarbeit in Kommunalarchive                                                                                                   |
| 46.     | 1994 | Paderborn-Schloss-Neuhaus | Sparkassen-Regionalgeschichte |
| 47.     | 1995 | Bielefeld-Bethel          | Archivwesen der ev. und kat. Kirche/Kirchliche Quellen in Kommunalarchiven                                                                               |
| 48.     | 1996 | Borken                    | Kreisarchive: Zuständigkeiten und Aufgaben |
| 49.     | 1997 | Plettenberg               | Verkehrsgeschichte – Gegenwärtige Lage der Archive kreisangehöriger Gemeinden                                                                            |
| 50.     | 1998 | Bad Salzuflen             | Bewertung von Akten und elektronischen Daten |
| 51.     | 1999 | Olpe                      | Zukunft der nichtstaatlichen Archivpflege/Historische Umweltforschung                                                                                    |
| 52.     | 2000 | Rüthen                    | Digitale Informationstechniken im Archiv |
| 53.     | 2001 | Menden                    | Gedächtnis der Gesellschaft – Die Dokumentationsaufgabe der Archive                                                                                      |
| 54.     | 2002 | Rheine                    | Bilanz und Perspektiven der Archivpflege in Westfalen-Lippe                                                                                              |
| 55.     | 2003 | Warendorf                 | Öffentliche Verwaltung im Umbruch/Archive zwischen Defensive und Offensive                                                                               |
| 56.     | 2004 | Brakel                    | Verwahren, Erhalten, Nutzbarmachen – 15 Jahre Archivgesetz in NRW                                                                                        |
| 57.     | 2005 | Bad Lippspringe           | Archivarbeit unter veränderten Rahmenbedingungen/NKF – Ein-Euro-Jobs – Internetpublikationen                                                             |
| 58.     | 2006 | Bad Oeynhausen            | Kooperation zwischen den Archivsparten/Bau und Einrichtung von Archivbauten                                                                              |
| 59.     | 2007 | Arnsberg                  | Regionale Identität und Überlieferungsbildung/Archivischer Umgang mit Nachlässen und Fotosammlungen                                                      |
| 60.     | 2008 | Iserlohn                  | Historische Bildungsarbeit/Archivischer Umgang mit Filmen                                                                                                |
| 61.     | 2009 | Detmold                   | Allianzen schmieden! Felder archivischer Kooperationen heute                                                                                             |
| 62.     | 2010 | Kamen                     | Vom Nebeneinander zum Miteinander – Profilierung der Archive in der städtischen Kulturlandschaft                                                         |
| 63.     | 2011 | Siegen                    | Lückenbüßer oder Kronjuwelen – Nichtamtliche Überlieferungen in Kommunalarchiven                                                                         |
| 64.     | 2012 | Gronau                    | Nutzung von Archiven zwischen Lesesaal und virtuellem Warenkob – Alltägliche Herausforderungen und neue Perspektiven                                     |
| 65.     | 2013 | Münster                   | Alles digital? Elektronische Archivierung in der Praxis, Bauaktenarchivierung und digitale Dienstleistungen                                              |
| 66.     | 2014 | Bielefeld                 | Nach vorne schauen – Strategieentwicklung und Planung in Archiven                                                                                        |
| 67.     | 2015 | Gladbeck                  | Überlieferungsbildung zwischen Pädagogik und Paragrafen                                                                                                  |
| 68.     | 2016 | Lünen                     | Alles nach Plan? Umgang mit Karten und Plänen in Archiven                                                                                                |
| 69.     | 2017 | Hamm                      | Schaust Du noch oder archivierst du schon? Fotos und Filme in Archiven                                                                                   |
| 70.     | 2018 | Greven                    | Weitermachen wie bisher? Archivarbeit unter veränderten Rahmenbedingungen                                                                                |
| 71.     | 2019 | Herford                   | Zukunft ist jetzt! Digitale Wege der Überlieferungsbildung, Erschließung und Zugänglichmachung                                                           |
| 72.     | 2021 | Hagen                     | Der Mensch im Mittelpunkt: Personengeschichtliche Quellen in Kommunalarchiven (ursprünglich für 2020 gedacht, verschoben aufgrund der COVID-19-Pandemie) |

## Organisation und Ablauf

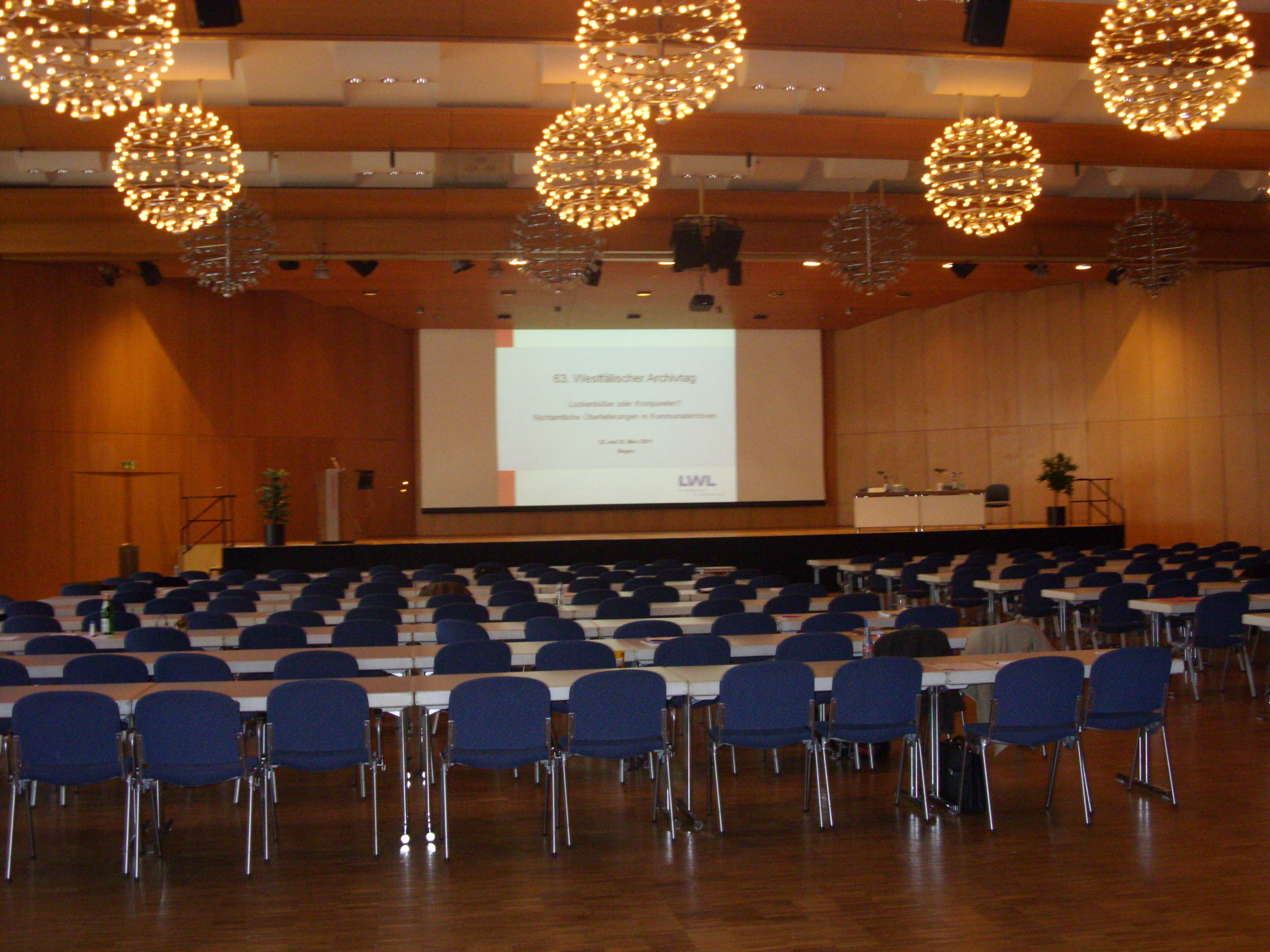
Vortragssaal auf dem Archivtag in Siegen, 2011

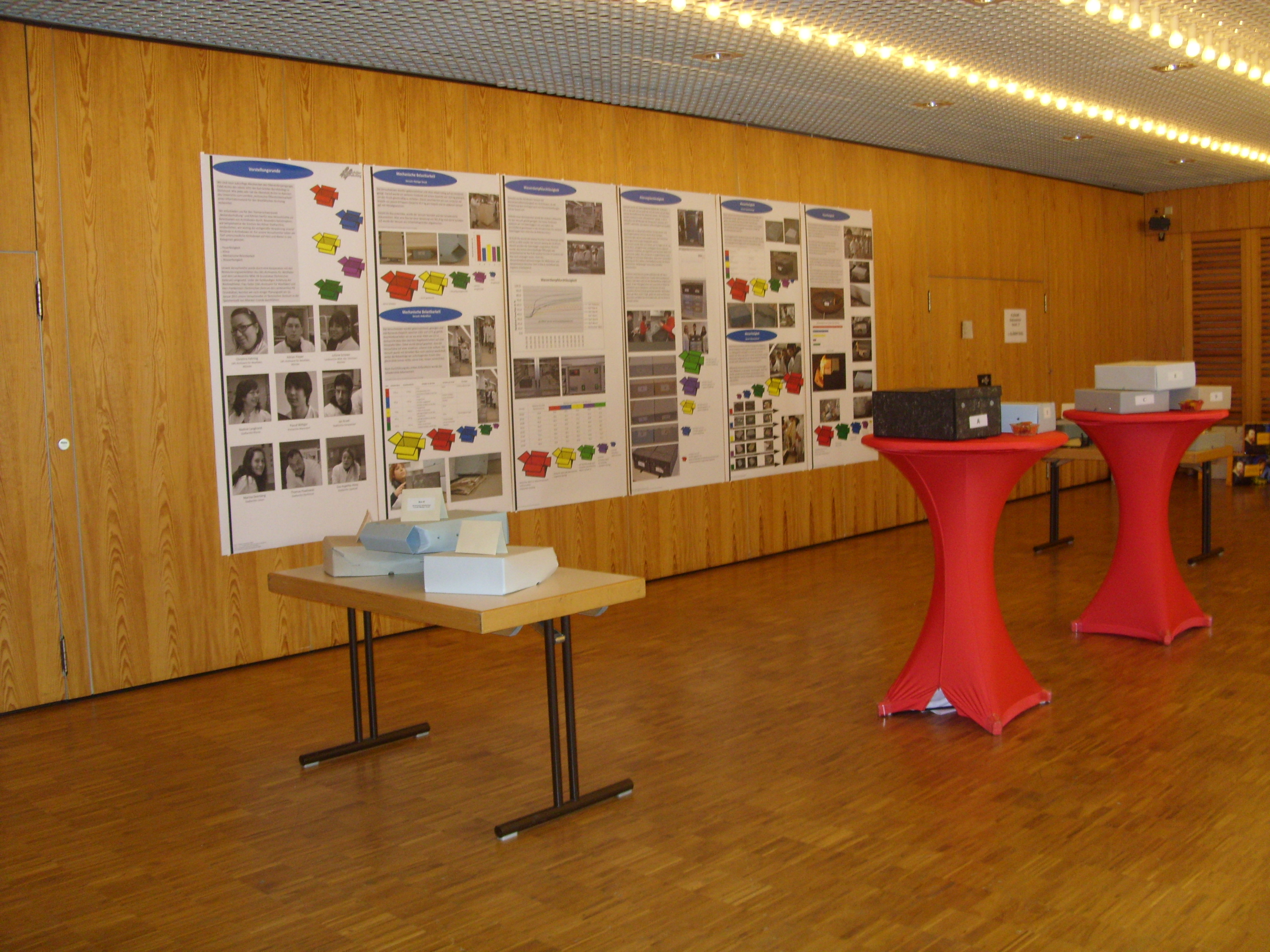
FaMI-Stand auf dem Archivtag in Siegen, 2011

Der Tagungsort wird durch den Veranstalter, das LWL-Archivamt für Westfalen, mindestens ein Jahr im Voraus festgelegt. Es wird dabei darauf geachtet, die verschiedenen Regionen in einem angemessenen Verhältnis zu berücksichtigen. Da die Teilnehmer vorwiegend in kleineren und mittleren Gemeinden beheimatet sind, finden die Tagungen zumeist dort statt.
Zwischen 1973 und 1998 wurden die Archivtage traditionell einmal jährlich in der Woche vor Christi Himmelfahrt abgehalten. Der Termin wurde jedoch, auf Wunsch der Besucher, auf Ende März vorgezogen. Die Teilnehmer stammen aus allen Archivsparten, hauptsächlich jedoch aus kommunalen und staatlichen Einrichtungen im Einzugsbereich des Landschaftsverbandes Westfalen-Lippe. Im Laufe der Jahre hat sich die Anzahl Besucher auf heute etwa 250 Personen erhöht.
Bei der Festsetzung des Rahmenthemas orientiert man sich an Tätigkeiten und Problemen, die sich aus dem Arbeitsalltag der Archivarinnen und Archivare ergeben. Dieses „Thema“ bildet die Grundlage für die späteren Vorträge und Arbeitsgruppen. Lediglich der regelmäßige Vortrag zur Geschichte des jeweiligen Veranstaltungsorts bezieht sich nicht auf das Thema.
Inhaltlich ist die Veranstaltung in zwei verschiedene Abschnitte unterteilt, denen jeweils ein Tag gewidmet ist: Während am ersten Tag allgemeine Vorträge zum jeweiligen Tagungsthema vorgetragen und Grußworte gehalten werden, haben die Besucher am zweiten Tag die Gelegenheit in kleineren Arbeitsgruppen Erfahrungen auszutauschen und Probleme zu erörtern. Die Tagung schließt mit der „Aktuellen Stunde“, in der die Referate und Sitzungen abschließend reflektiert und bewertet werden. Außerdem wird den Teilnehmern der Veranstaltungsort des nächsten Jahres verkündet.
Tagungsberichte und Vorträge des Westfälischen Archivtags werden regelmäßig in der Herbstausgabe des vom LWL-Archivamt herausgegebenen Fachmagazins „Archivpflege in Westfalen-Lippe“ sowie des hauseigenen „archivamtblog“ veröffentlicht.
Seit 2008 gibt es auf dem Westfälischen Archivtag einen Stand, an dem die Auszubildenden der Abschlussklasse der Fachangestellten für Medien- und Informationsdienste – Fachrichtung Archiv („FaMIs“) des Karl-Schiller-Berufskollegs Projekte vorstellen. Diese werden zuvor im Rahmen des Berufsschulunterrichts erarbeitet. Die Themengebiete umfassten in der Vergangenheit beispielsweise die Vorstellung und Integration des seit 1998 bestehenden Berufs des FaMIs in der Archivwelt, die Öffentlichkeitsarbeit als einen der Schwerpunkte der Ausbildung und Problematiken wie Bestandserhaltung und Sicherung des Archivguts vor Umwelteinflüssen.

## Weitere regionale und landesspezifische Archivtage
- Arbeitstagungen der Arbeitsgemeinschaft niedersächsischer Kommunalarchivare
- Bayerischer Archivtag
- Brandenburgischer Archivtag
- Fachtagung der rheinland-pfälzischen und saarländischen Archivarinnen und Archivare
- Hessischer Archivtag
- Landesarchivtag Mecklenburg-Vorpommern
- Landesarchivtag Sachsen-Anhalt
- Norddeutscher Archivtag
- Rheinischer Archivtag
- Sächsischer Archivtag
- Schleswig-Holsteinischer Archivtag
- Südwestdeutscher Archivtag
- Thüringischer Archivtag